# Стія
Стія (італ. Stia) — колишній муніципалітет в Італії, у регіоні Тоскана,  провінція Ареццо. З 1 січня 2014 року Стія є частиною новоствореного муніципалітету Пратовеккьо-Стія.
Стія розташована на відстані близько 230 км на північ від Рима, 37 км на схід від Флоренції, 39 км на північ від Ареццо.
Населення — 2882 особи (2012).

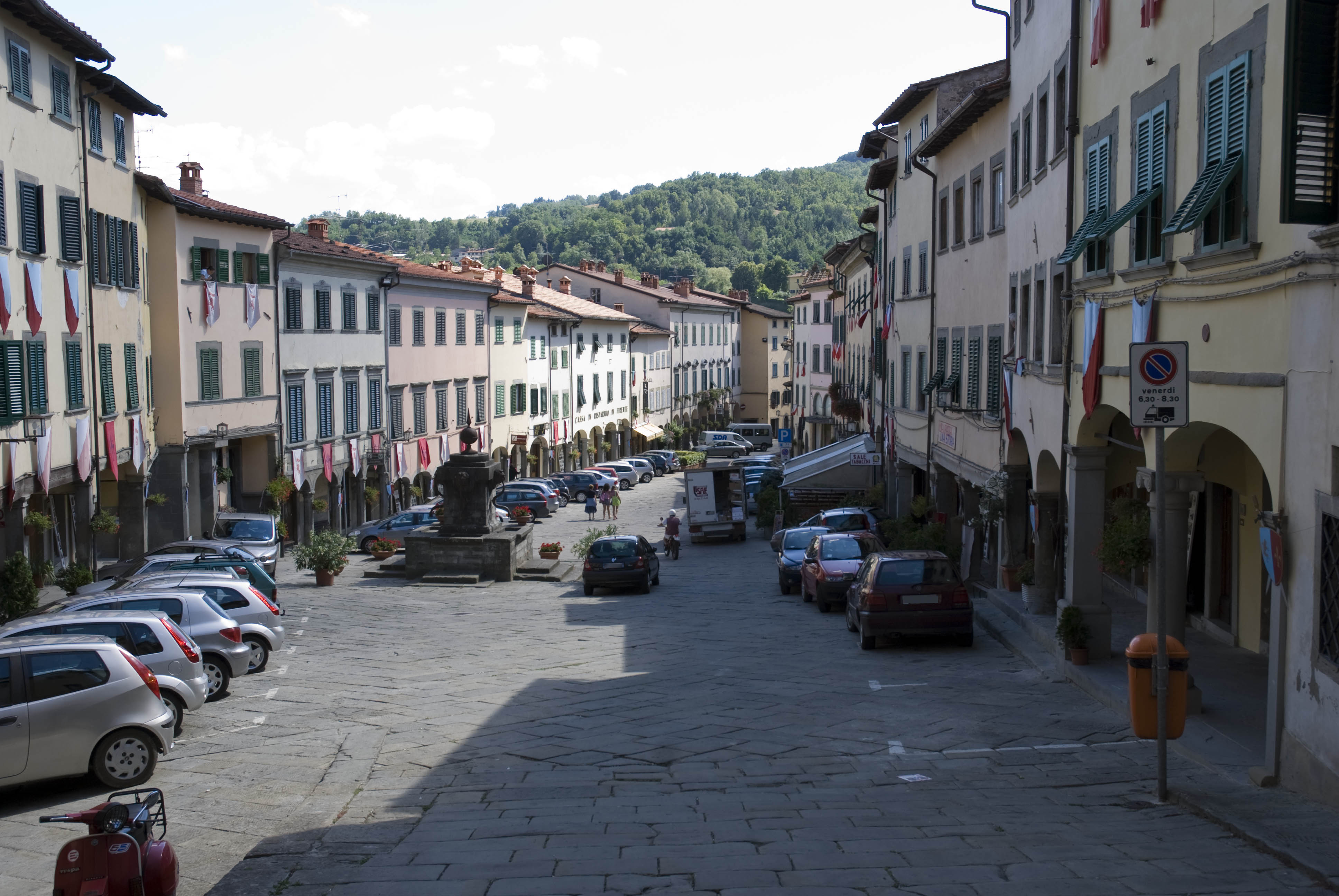

Щорічний фестиваль відбувається 15 серпня. Покровителька — Богородиця Небовзята.

## Демографія
Населення за роками:

Станом на 31 грудня 2010 року в муніципалітеті офіційно проживало 329 іноземців з 17 країн, серед них 260 громадян країн Євросоюзу.

## Сусідні муніципалітети
- Лонда
- Пратовеккьо
- Сан-Годенцо
- Санта-Софія